# Evoluční operátor
Evoluční operátor vyjadřuje časový vývoj fyzikálního systému, používá se zejména v kvantové mechanice.
Časový vývoj je změna stavu fyzikálního (či jiného) systému způsobená postupem času. Matematicky se časový vývoj často popisuje pomocí diferenciálních rovnic, tzv. pohybových rovnic. V klasické mechanice jsou to například Hamiltonovy rovnice nebo dvě ze čtyř Maxwellových rovnic, v kvantové mechanice je to Schrödingerova rovnice závislá na čase. Časový vývoj lze vyjádřit i pomocí evolučního operátoru, tedy operátoru, který převádí stav systému z jednoho časového okamžiku do jiného.

## Evoluční operátor v kvantové teorii
Evoluční operátor v kvantové teorii určuje časový vývoj systému. Operátor U určuje vývoj stavů v čase t, což lze zapsat jako
{\displaystyle |\psi (t)\rangle ={\hat {U}}(t,t_{0})|\psi (t_{0})\rangle }.
Při jeho určení se vychází z hamiltoniánu systému H a ze Schrödingerovy rovnice:
{\displaystyle {\frac {d{\hat {U}}(t,t_{0})}{dt}}={\frac {1}{i\hbar }}{\hat {H}}(t){\hat {U}}(t,t_{0})}.
Pokud hamiltonián systému nezávisí na čase, lze rovnici formálně řešit. Platí:
{\displaystyle U(t,t_{0})=\exp \left(-{\frac {i}{\hbar }}{\hat {H}}(t-t_{0})\right)}.
Pro evoluční operátor platí:
{\displaystyle {\hat {U}}(t,t_{0})={\hat {U}}(t,t_{1}){\hat {U}}(t_{1},t_{0})},
{\displaystyle {\hat {U}}(t,t)=1},
{\displaystyle {\hat {U}}(t,t_{0})=U^{-1}(t_{0},t)}.
Dále je evoluční operátor operátorem unitárním, neboť nemění velikost normy vektoru, tedy
{\displaystyle {\hat {U}}(t,t_{0}){\hat {U}}^{+}(t,t_{0})=1}.
Výpočet evolučního operátoru je obecně nesnadnou záležitostí, známe-li však vlastní čísla {\displaystyle \epsilon _{i}} a vlastní vektory {\displaystyle \psi _{i}} časově nezávislého hamiltoniánu, pak je evoluční operátor dán jako:
{\displaystyle {\hat {U}}(t,t_{0})=\sum _{i}\exp \left(-{\frac {i}{\hbar }}\epsilon _{i}(t-t_{0})\right)|\psi _{i}\rangle \langle \psi _{i}|},
kde platí
{\displaystyle {\hat {H}}|\psi _{i}\rangle =\epsilon _{i}|\psi _{i}\rangle },
{\displaystyle \langle \psi _{i}|\psi _{j}\rangle =\delta _{ij}},
{\displaystyle \sum _{i}|\psi _{i}\rangle \langle \psi _{i}|=1}.